# Amage asiaticus
Amage asiaticus är en ringmaskart som beskrevs av Uschakov 1955. Amage asiaticus ingår i släktet Amage och familjen Ampharetidae. Inga underarter finns listade i Catalogue of Life.